# Dsungaripterus
Dsungaripterus war eine Gattung der Flugsaurier. Er wird innerhalb der Dsungaripteridae eingeordnet, einer Gruppe der Kurzschwanzflugsaurier (Pterodactyloidea).
Bisher sind zwei Arten beschrieben worden – die Typusart Dsungaripterus weii aus der Unterkreide von China sowie Dsungaripterus brancai aus dem Oberjura von Tansania.
Dsungaripterus weii erreichte eine Flügelspannweite von 3,5 Metern und eine Schädellänge von 50 Zentimetern. Die Gattung trug einen Schädelkamm, der von der Mitte des Schnabels bis zur Höhe der Augen verlief. Am Hinterkopf befand sich ein kurzer knöcherner Fortsatz. Die Augenhöhlen sind vergleichsweise klein und sitzen hoch. Die nach oben gebogene, zahnlose Spitze des Schnabels erinnert an eine große Pinzette. Im hinteren Schnabel saßen stumpfe, knopfartige Zähne. 
Ähnlich wie bei Vögeln sind bei Dsungaripterus einige Brustwirbeln zum Notarium und die hinteren Brustwirbel und die Lendenwirbel zum Synsacrum verwachsen. Auch der Tibiotarsus ähnelt dem der Vögel.
Vermutlich grub das Tier mit seinem spitzen Schnabel im lockeren Boden nach Würmern und Krustentieren, welche anschließend durch seine Zähne zermalmt wurden.